# Liste des cavités naturelles les plus profondes de la Seine-Maritime
La liste des cavités naturelles les plus profondes de la Seine-Maritime recense, sous forme de tableau(x), les cavités souterraines naturelles connues dans ce département français, dont le dénivelé est supérieur ou égal à dix mètres.
La communauté spéléologique considère qu'une cavité souterraine naturelle n'existe vraiment qu'à partir du moment où elle est « inventée » c'est-à-dire découverte (ou redécouverte), inventoriée, topographiée et publiée. Bien sûr, la réalité physique d'une cavité naturelle est la plupart du temps bien antérieure à sa découverte par l'homme ; cependant tant qu'elle n'est pas explorée, mesurée et révélée, la cavité naturelle n'appartient pas au domaine de la connaissance partagée.
La liste spéléométrique des 8 plus profondes cavités naturelles de la Seine-Maritime (≥ dix mètres) est actualisée à fin 2021.
La plus profonde cavité souterraine naturelle répertoriée dans le département de la Seine-Maritime est « le trou Fumeux », sur la commune de Jumièges (cf. ligne 1 du tableau ci-dessous).

Les cavités anthropiques que sont les carrières souterraines ne sont pas incluses dans cette liste de cavités naturelles.

## Cavités de la Seine-Maritime (France) de dénivelé supérieur ou égal à 10 mètres
8 cavités sont recensées à fin 2021.
| Réf. | Cavité (autres noms)         | Commune                  | Massif ou zone | Coordonnées (WGS 84)        | Dénivel. (mètres) | Dévelop. (mètres) | Sources ou références                            | Mise à jour |
| ---- | ---------------------------- | ------------------------ | -------------- | --------------------------- | ----------------- | ----------------- | ------------------------------------------------ | ----------- |
| 1    | Trou Fumeux                  | Jumièges                 |                | 49° 26′ 10″ N, 0° 51′ 20″ E | +021, m           | +032, m           | Spéléométrie de la France                        | 2000-12     |
| 2    | Grotte de Barre-Y-Va         | Saint-Arnoult            |                | 49° 31′ 25″ N, 0° 42′ 27″ E | +021, m (-0/+21)  | +110, m           | Spéléométrie de la France & France des clochers  | 2000-12     |
| 3    | Grotte des Petites-Dalles    | Saint-Martin-aux-Buneaux | Pays de Caux   | 49° 48′ 58″ N, 0° 31′ 54″ E | 15,5 m (-7,5/+8)  | +0853, m          | Jean-Pierre VIARD, CNEK & Spelunca Mémoires n°38 | 2022-01     |
| 4    | Puits de la Savonnerie       | Yainville                |                |                             | +016, m           | NC                | Spéléométrie de la France                        | 2000-12     |
| 5    | Puits du Diable              | Canteleu                 |                | 49° 27′ 28″ N, 1° 02′ 14″ E | +015, m (-4/+11)  | +316, m           | Spéléométrie de la France                        | 2000-12     |
| 6    | Puits du Bois de la Vierge   | Yport                    |                | 49° 43′ 47″ N, 0° 19′ 15″ E | +015, m (-9/+6)   | +138, m           | Spéléométrie de la France                        | 2000-12     |
| 7    | Grotte Deparis 1837          | Saint-Valery-en-Caux     |                |                             | +015, m (-0/+15)  | NC                | Spéléométrie de la France                        | 2000-12     |
| 8    | Rivière souterraine du Heurt | Senneville-sur-Fécamp    |                | 49° 46′ 26″ N, 0° 23′ 43″ E | +0013, m (-?/+?)  | +0320, m          | Spéléométrie de la France & Grottocenter         | 2000-12     |